# Saint-Agnant-près-Crocq
Saint-Agnant-près-Crocq é uma comuna francesa na região administrativa da Nova Aquitânia, no departamento de Creuse. Estende-se por uma área de 25,51 km². Em 2010 a comuna tinha 179 habitantes (densidade: 7 hab./km²).